# Jean Baptiste Cupis de Camargo (le jeune)
Jean Baptiste Cupis de Camargo (le jeune) (* 1741 in Paris; † nach 1794) war ein französischer Violoncellist und Komponist. Er war der Sohn von François Cupis de Camargo.
Jean Baptist Cupis de Camargo (le jeune) war Schüler von Martin Berteau. Er gehörte dem Orchester der Grand Opéra von Paris an, bis er ab 1771 auf ausgedehnte Konzertreisen ging.
Er gab eine Cello- und eine Bratschenschule heraus. Er veröffentlichte zwei Bücher mit Cello-Sonaten sowie Solostücke für Cello.